# Gösta Stoltz

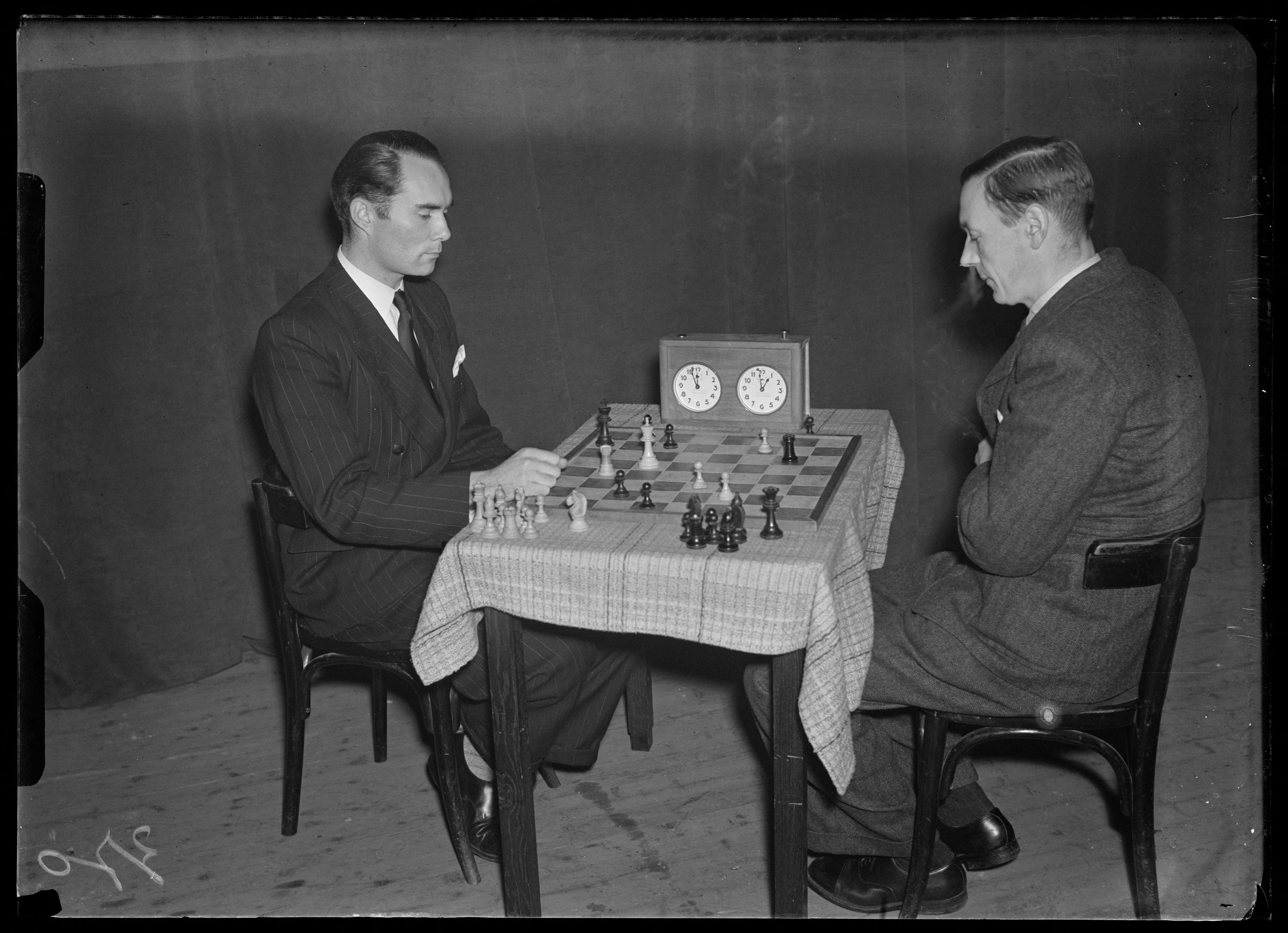
O’Kelly vs. Stoltz (rechts) (1946)

Gösta Stoltz (* 9. Mai 1904 in Stockholm; † 25. Juli 1963 ebenda) war ein schwedischer Schachmeister.

## Leben
Stoltz kam in einer Arbeiterfamilie als unehelicher Sohn des schwedischen Schriftstellers Axel de la Nietze in Stockholm zur Welt. Sein großes Schachtalent machte sich ab Mitte der 1920er Jahre bemerkbar. 1926 unterlag er in einem Vergleichskampf Stockholm-Leningrad dem späteren Weltmeister Michail Botwinnik mit 0,5:1,5. Er nahm bereits 1927 für Schweden an der Schacholympiade in London teil, weitere Teilnahmen an Olympiaden folgten 1928, 1930, 1931, 1933, 1935, 1937, 1952 und 1954. Mit der Mannschaft erreichte er 1935 in Warschau den zweiten und 1933 in Folkestone den dritten Platz, in der Einzelwertung gewann er 1931 in Prag an Brett 2 die Goldmedaille und 1935 ebenfalls an Brett 2 die Bronzemedaille. Stoltz nahm außerdem mit der schwedischen Mannschaft an der inoffiziellen Schacholympiade 1936 in München teil.
Im Jahre 1930 begann seine internationale Karriere, als er in einem Turnier in Stockholm nach Efim Bogoljubow geteilter Zweiter wurde. Im selben Jahr besiegte er Rudolf Spielmann in einem Wettkampf in Stockholm knapp mit 3,5:2,5 (+2 =3 −1), schlug außerdem im gleichen Jahr an gleicher Stelle Isaac Kashdan mit 3,5:2,5 (+3 =1 −2). 1931 bezwang er Salo Flohr in Göteborg mit 4,5:3,5 (+4 =1 −3), unterlag dem Tschechoslowaken aber im gleichen Jahr beim Rückkampf in Prag mit 2,5:5,5 (+1 =3 −4). Im selben Jahr spielte er gegen seinen schwedischen Konkurrenten Gideon Ståhlberg in Göteborg einen Stichkampf um die schwedische Meisterschaft 3:3 (+2 =2 −2), worauf der Titel wegen besserer Wertung an Ståhlberg ging. Im Jahre 1932 gewann Stoltz in Swinemünde, 1934 unterlag er Aaron Nimzowitsch in Stockholm mit 2,5:3,5 (+1 =3 −2). Im Jahre 1935 wurde er Zweiter in Sopot.
Im Jahre 1941 feierte Stoltz den größten Triumph in seiner Karriere, als er in München (in der damaligen Propaganda als Europa-Turnier bezeichnet) vor Alexander Aljechin, Erik Lundin und Efim Bogoljubow gewann. Stoltz nahm auch an weiteren Turnieren in NS-Deutschland teil (Salzburg 1942, München 1942 als Europameisterschaft), doch konnte er dort keine weiteren Erfolge erzielen. Im Jahre 1943 teilte er Platz eins in Stockholm, 1944 wurde er Dritter in Lidköping (Sieger war Paul Keres). Im Jahre 1946 wurde er Zweiter in Beverwijk nach Albéric O’Kelly de Galway und Zweiter in Prag nach Miguel Najdorf, 1947 teilte er Platz eins mit Eero Böök in Helsinki, ein Stichkampf der beiden um die Meisterschaft der skandinavischen Länder ging in der Folge 4:4 (+1 =6 −1) aus. 1948 gewann Stoltz in Stockholm und nahm im gleichen Jahr am ersten Interzonenturnier der FIDE in Saltsjöbaden teil, bei dem er 18. wurde. Er wurde 1951, 1952 und 1953 schwedischer Meister.
Die FIDE verlieh ihm 1950 den Titel Internationaler Meister, 1954 den Titel Großmeister. Seine beste historische Elo-Zahl lag bei 2700. Diese erreichte er im Januar 1942. Zu dieser Zeit lag er auf Platz 8 der Weltrangliste.
Stoltz starb 1963, an Alkoholismus leidend, in seiner Heimatstadt Stockholm.